# یواس‌اس تانی (اس‌اس‌ان-۶۸۲)
یواس‌اس تانی (اس‌اس‌ان-۶۸۲) (به انگلیسی: USS Tunny (SSN-682)) یک زیردریایی بود که طول آن ۳۰۲ فوت (۹۲ متر) بود. این زیردریایی در سال ۱۹۷۲ ساخته شد.